# Dotzlar

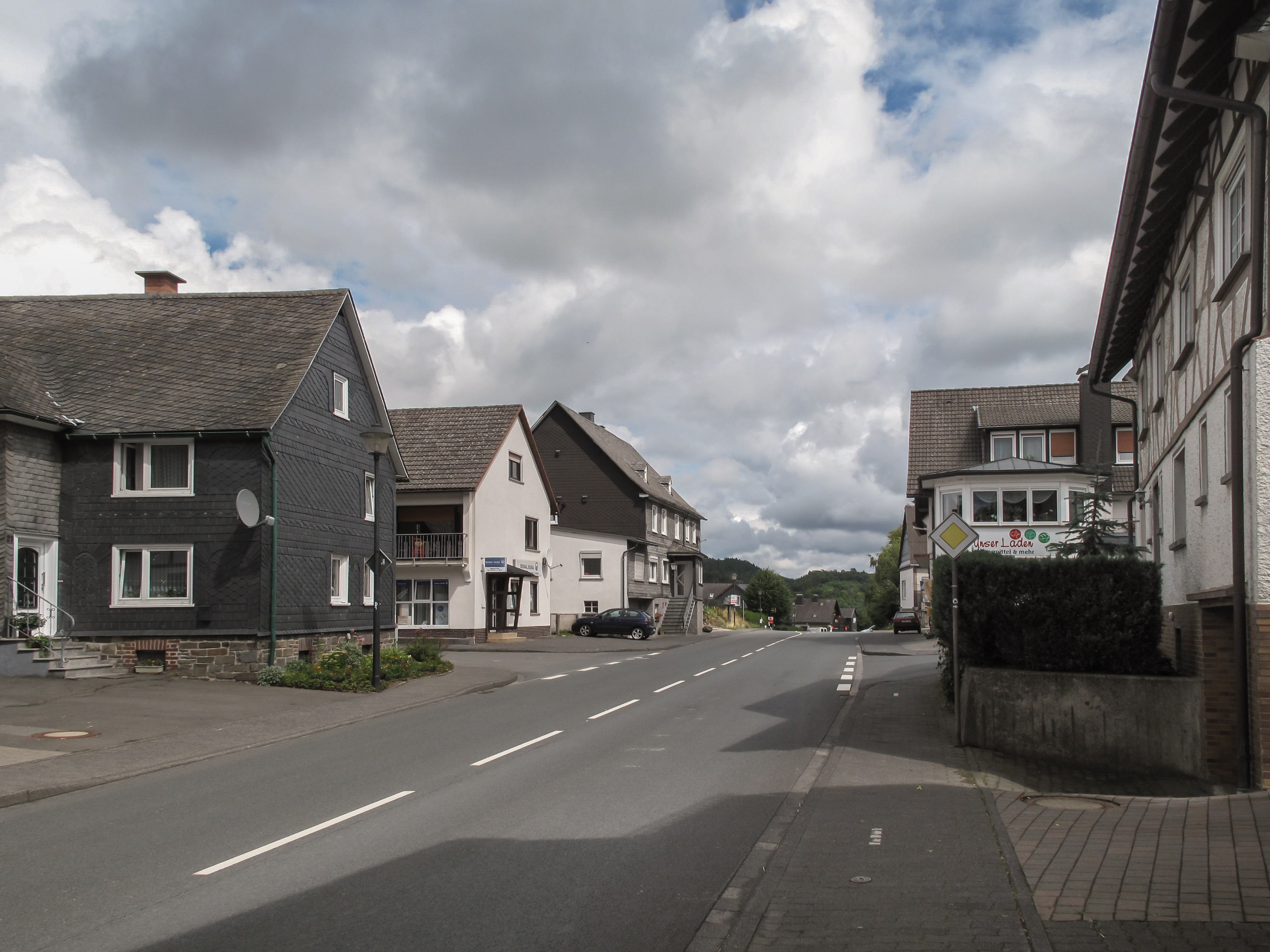
Dotzlar, straatzicht

Dotzlar is een plaats in de Duitse gemeente Bad Berleburg, deelstaat Noordrijn-Westfalen, en telt 857 inwoners (2007).